# 73885 Kalaymoodley
73885 Kalaymoodley è un asteroide areosecante della fascia principale. Scoperto nel 1997, presenta un'orbita caratterizzata da un semiasse maggiore pari a 2,3424163 UA e da un'eccentricità di 0,2379252, inclinata di 23,53705° rispetto all'eclittica.